# Ognik (roślina)
Ognik (Pyracantha M.Roem.) – rodzaj krzewów z rodziny różowatych. Liczy w zależności od ujęcia systematycznego od 6 do ok. 10 gatunków (problematyczna jest zarówno klasyfikacja wewnątrzrodzajowa, jak i relacje względem blisko spokrewnionych rodzajów). Zasięg rodzaju obejmuje strefę klimatu ciepłego wzdłuż południa Europy i Azji, przy czym w południowej Europie rośnie tylko jeden gatunek – ognik szkarłatny P. coccinea, a reszta w Azji, z centrum zróżnicowania w Chinach. Krzewy te zasiedlają zwykle miejsca skaliste i formacje zaroślowe. Na wielu obszarach poza zasięgiem dziczeją z upraw i rozsiewają się w różnych siedliskach.
Szereg gatunków rozpowszechnionych jest w uprawie na obszarach o łagodnym klimacie (znanych jest ponad 100 kultywarów). Rośliny te cenione są ze względu na obfite kwitnienie i owocowanie oraz jaskrawe zabarwienie zachowujących się przez zimę owoców. Najbardziej rozpowszechnionym w uprawie jest ognik szkarłatny P. coccinea, jedyny gatunek z tego rodzaju uprawiany w Polsce.

## Morfologia
PokrójKrzewy, czasem wyrastają też w formie niewielkich drzew, osiągają do 6 m wysokości. Pędy są cierniste, zróżnicowane na krótko- i długopędy, bywają owłosione lub nagie.
LiścieZwykle zimozielone, jeśli sezonowe, to późno opadające, skrętoległe (na krótkopędach w pęczkach), krótkoszypułkowe lub siedzące, wsparte wolnymi, lancetowatymi, odpadającymi przylistkami. Blaszka zwykle nieco skórzasta, jajowata, eliptyczna do lancetowatej, o długości od 1 do 7 cm, całobrzega lub drobno piłkowana albo karbowana.
KwiatyZebrane po kilka do parudziesięciu w wiechowate, baldachokształtnie spłaszczone kwiatostany. Hypancjum owłosione lub nagie, dzwonkowate, osiąga do 4 mm średnicy. Działek kielicha jest 5, są one rozpostarte, szerokoeliptyczne lub trójkątne. Płatków korony jest także 5, są one zaokrąglone. Cała korona rzadko przekracza średnicę 1 cm. Pręciki, których jest 15–20, są krótsze od płatków. Zalążnię tworzy 5 owocolistków przyległych w środkowej części do hypancjum, tworzących 5 szyjek słupka.
OwocePozorne określane mianem głogowatych – ich nibyowocnia powstaje z mięśniejącego dna kwiatowego, otaczającego właściwe owoce – bardzo twarde, jednonasienne orzeszki. Owoce pozorne są kulistawe, o średnicy zwykle 3–8 mm, barwy czerwonej, pomarańczowej, rzadziej żółtej.

## Systematyka
Pozycja systematyczna
Rodzaj z plemienia Pyreae, podrodziny Spiraeoideae (dawniej Pomoideae) z rodziny różowatych Rosaceae  lub (w innym ujęciu) do podplemienia Malinae, plemienia Maleae, podrodziny Amygdaloideae w tej samej rodzinie.
Wykaz gatunków
- Pyracantha angustifolia (Franch.) C.K.Schneid.
- Pyracantha coccinea M.Roem. – ognik szkarłatny
- Pyracantha crenulata (D.Don) M.Roem.
- Pyracantha densiflora T.T.Yu
- Pyracantha inermis J.E.Vidal
- Pyracantha koidzumii (Hayata) Rehder